# Podeni
Podeni est une commune roumaine du județ de Mehedinți, dans la région historique de l'Olténie et dans la région de développement du Sud-Ouest.

## Géographie
La commune de Podeni est située dans le nord-est du județ, dans les Monts Mehedinți (Munții Mehedinți), à la limite avec le județ de Caraș-Severin, à 40 km au nord-est de Drobeta Turnu-Severin, la préfecture du județ.
La commune est composée des trois villages suivants (population en 2002) :
- Gornenți (232).
- Mălărișca (189).
- Podeni (752), siège de la municipalité.

## Histoire
La commune a fait partie du royaume de Roumanie dès sa création en 1878.

## Religions
En 2002, 98,55 % de la population étaient de religion orthodoxe.

## Démographie
En 2002, les Roumains représentaient la totalité de la population. La commune comptait 734 ménages.
| 1992  | 2002  | 2007  |
| ----- | ----- | ----- |
| 1 408 | 1 173 | 1 018 |

## Économie
L'économie de la commune repose sur l'agriculture, l'élevage, l'exploitation des forêts et l'agro-tourisme.

## Lieux et monuments
- Grottes Curecea et Sulița.
- Église Sf. Ilie (1859).